# Casco ilirio

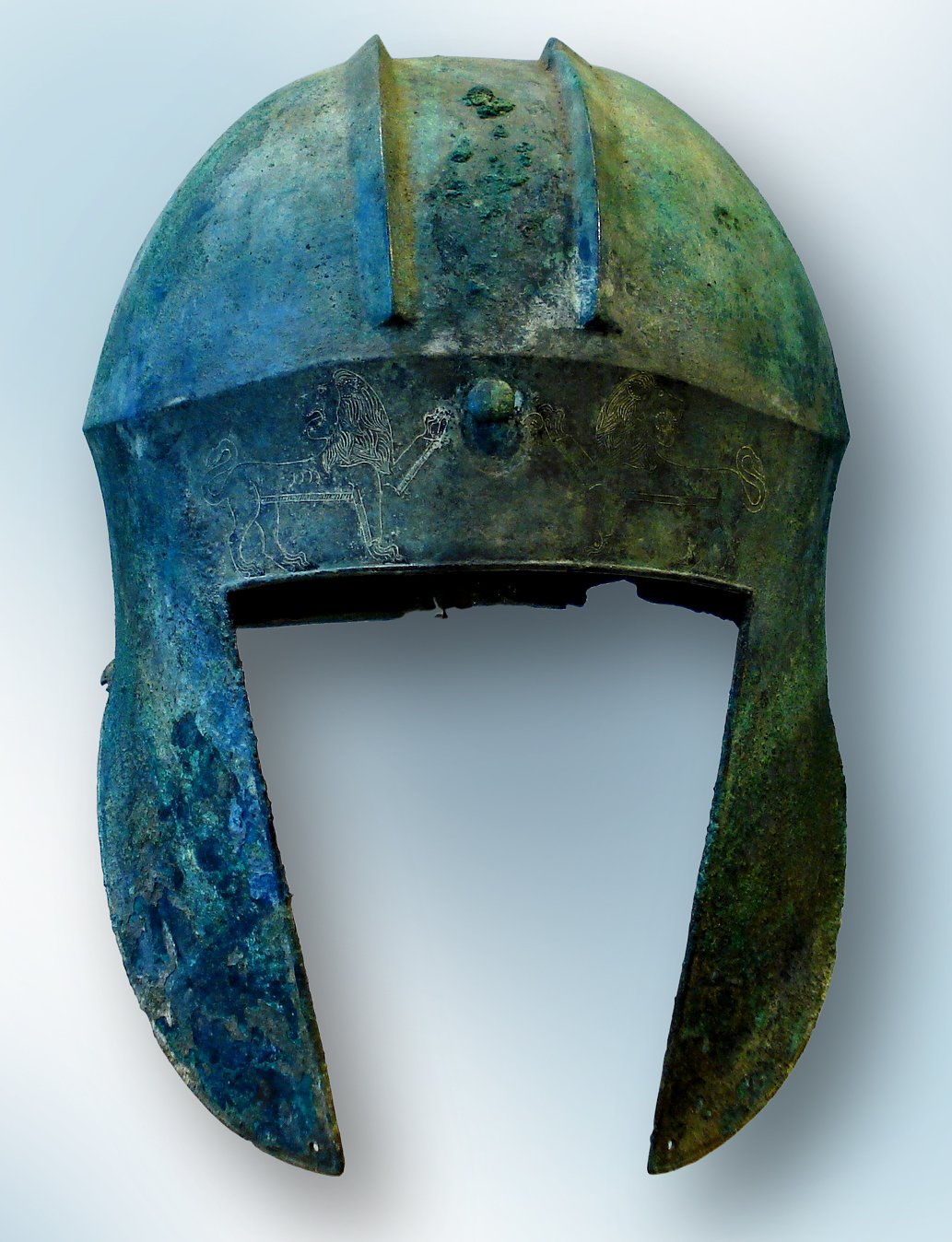
Casco griego de tipo ilirio de Argólida (-V a. C.).

El casco ilirio tiene su origen en la Antigua Grecia, en el Peloponeso alrededor del siglo VII a. C. Era un casco de bronce, cuyo estilo más tardío cubría enteramente la cabeza y el cuello. Tenía la cara abierta en todas sus variedades. Es llamado de tipo ilirio debido al gran número de hallazgos en Iliria.

## Evidencia física
Aparentemente (a juzgar por evidencias arqueológicas) el casco fue una evolución del casco Kegel de la Época Arcaica encontrado en Argos. El casco de tipo ilirio no obstaculiza el sentido de la visión aunque las primeras dos variedades dificultaran la audición. Había cuatro modelos de estos cascos y todos tenían la cara abierta. El tipo I (c. 650 a. C.) dejaba el cuello desprotegido y dificultaba la audición. El tipo II (circa 600 a. C.) ofrecía protección al cuello y también dificultaba la audición. El tipo III (circa 550 a. C.) protegía el cuello y permitía un mejor audición. El tipo IV (circa 500 a. C.) era similar al tipo III, pero la audición no era del todo deficiente. El diseño del primitivo casco corintio fue efectuado en menor medida que el tipo I y fue usado simultáneamente. Los peltastas y la caballería usaron este casco. El casco de tipo ilirio fue empleado por los antiguos griegos, Los escitas y llegó a ser popular con los ilirios que lo adoptaron más tarde. El casco devino obsoleto en la mayor parte de Grecia a principios del siglo V a. C.. Sin embargo, perduró en Iliria quizás hasta finales del siglo II a. C..